# Hyposada hydrocampata
Hyposada hydrocampata är en fjärilsart som beskrevs av Achille Guenée 1857. Hyposada hydrocampata ingår i släktet Hyposada och familjen nattflyn. Inga underarter finns listade i Catalogue of Life.